# Ad Slinger
Adrianus Slinger  , conocido como "Ad" Slinger, fue un escultor neerlandés, nacido el 13 de noviembre de 1913 en Róterdam y fallecido el 11 de septiembre de 1984 en La Haya. A partir de 1949 trabajó en el Departamento de Conservación. Slinger restauró figuras de varios edificios gubernamentales y palacios reales. Algunas de las piezas restauradas se pueden ver en el Binnenhof (nl) de La Haya y enfrente del Palacio Het Loo (nl) en Apeldoorn.

## Datos biográficos
Ad Garland murió a los 70 años y está enterrado en el cementerio de Westduin en La Haya. En su tumba fue instalada una estatua, creada por el escultor Gerard Overeem.

## Obras (selección)
| Título                                                | Año | Localización                                                      | Material | Imagen                 |
| ----------------------------------------------------- | --- | ----------------------------------------------------------------- | -------- | ---------------------- |
| Monumento a Christiaan Huygens                        |     | Schiekade, Róterdam                                               |          | - Pulsar para ampliar. |
| Delfines restaurados                                  |     | palacio het Loo52°14′17.16″N 5°57′33.12″E / 52.2381000, 5.9592000 | piedra   | - Pulsar para ampliar. |
| Alegoría de la navegación, el comercio y la industria |     | Dovelas en relieve de la sede del banco ABN-Amro, en Róterdam     |          | - Pulsar para ampliar. |